# معركة أجريجينتوم
مَعْرَكة أجِريجينتومْ، دارَتْ رَحَاها في مَدينة أجريجينتوم على الساحل الجَنوبي لصِقلية 260 قبلَ الميلاد بَينَ الامبراطورية القرطاجية والجمهورية الرومانية، تُعتَبر أول مَعركة ضارية في الحَرب البونيقية الأولى وأول مُواجهة عَسكرية واسعة النطاق بينَ قرطاج وروما. دارت المَعركة بعد حصار طويل بدأ عام 262 قبل الميلاد وأسفرَ عنْ انتِصار الجمهورية الرومانية وبداية سَيطرتها الكاملة على جَزيرة صقلية.

## مقدمة

### مَوقع المَعركة
أجريجينتوم هي مدينة في جزيرة صقلية ، على بعد 4.0 كيلومترات من الساحل الجنوبي. تقع على هضبة محاطة بمنحدرات شديدة من جميع الجهات ما عدا الغرب.  كانت المدينة محمية بنهر هيبساس من الغرب ونهر أكراغاس من الشرق. كانت الحواجز الطبيعية تعني أن الطريقة الوحيدة لمهاجمة المدينة كانت من الغرب، مما يجعل المدينة سهلة الدفاع. يُسَيطر مَوقع المدينة على الطريق الرئيسي المُمتَد على طول الساحل الجنوبي وكذلك الطرق المؤدية شمالًا وشرقًا إلى مدن أخرى.  مما جَعَلَ أجريجينتوم هدفًا للقوات الغازية، وفي عام 262 قبل الميلاد هاجم الرومان المدينة لمنع القرطاجيين من السيطرة عليها واستخدامها كنقطة انطلاق للهجوم على روما. 

### مُقَدمة حصار أجريجينتوم
في عام 288 قبل الميلاد، ذهب المامرتينز، المرتزقة الإيطاليين الذين تم استئجارهم لمهاجمة القرطاجيين، إلى مدينة مسينة لحمايتها ولكنهم بدلًا من ذلك ذبحوا رجالها، واستولوا على الأرض، وأجبروا النساء على أن يصبحن زوجاتهم. ثم استخدموا المدينة كقاعدة عمليات لمداهمة المدن المجاورة. الأمير هيرو الثاني ، لاحقاً زعيم سيراكيوز ، شن حملة ضد المامرتينز، وفي وقت ما بين 268 و 265 ، هَزمهم بشكل حاسم على نهر لونجانوس، مما دفع المامرتينز إلى مناشدة قرطاج وروما، القوى الكبرى الأخرى في المنطقة إلى جانب سيراكيوز ، للحصول على المساعدة العسكرية. رد قائد قرطاجي كانَ متواجد في صقلية على طَلبهم وأرسل قوة صغيرة لتحصين قلعة مسينة. لم يرغب هيرو الثاني علانية في مهاجمة القرطاجيين والدعوة للحرب، لذا تراجع إلى سيراكيوز.
كانت قرطاج تحاول بالفعل السيطرة على صقلية لعدة قرون، وكانت معارضتهم الرئيسية هي المستعمرات اليونانية المنتشرة في جميع أنحاء الجزيرة. كانت سيراكيوز ، أغنى وأقوى المستعمرات اليونانية في صقلية، دائمًا المعارضة الرئيسية لقرطاج. سمحت السيطرة على مسينة لقرطاج بتقليل قوة سيراكيوز ، وبما أن قرطاج سيطرت بالفعل على شمال إفريقيا وأجزاء من إسبانيا وسردينيا وبعض الجزر الصغيرة في البحر الأبيض المتوسط ، فإن السيطرة على مسينة يمكن أن تؤدي إلى غزو صقلية. بالإضافة إلى ذلك، كانت مسينة منطقة انطلاق ممتازة إذا أراد القرطاجيون غزو إيطاليا ومهاجمة روما.
بينما كان الرومان يوسعون أراضيهم بشكل مُستَمر لأكثر من قرن، لم يخوض جيشهم معركة خارج شبه الجزيرة الإيطالية. هددت سيطرة قرطاج على مسينة الأراضي التي احتلتها روما حديثًا في جنوب إيطاليا وكذلك روما نفسها. في عام 264 قبل الميلاد، صوت مجلس الشيوخ الروماني لإرسال بعثة إلى صقلية تحت قيادة أبيوس كلوديوس كاوديكس، أحد القناصل لتلك السنة. غَير مَعروف ما إذا كانت حكومة روما قَد أعلنت الحرب رسميًا أم لا. أكد المؤرخ أدريان غولدزورثي أنه من غير المحتمل إلى حد كبير، وأنه على الرغم من أن الرومان كانوا يعرفون أن الحرب مع سيراكيوز كانت شبه مؤكدة، إلا أنهم اعتقدوا أن جيشهم سيردع أو يهزم أي معارضة في صقلية بسرعة.

### بِداية التَصعيد
كان الرومان يعتزمون إرسال فيلقين إلى صقلية عام 262 قبل الميلاد، وكانوا على الأرجح على استعداد للتفاوض بشأن السلام مع قرطاج.  منذ 264 قبل الميلاد، عندما أعلنوا الحرب على قرطاج، لم يكن هناك الكثير من القتال الجاد بين الاثنين باستثناء معركة صغيرة في مضيق مسينة. قام القرطاجيون أيضًا بإيماءات تصالحية في بداية الحرب، لكن في عام 262 قبل الميلاد، بدأوا في زيادة قواتهم في صقلية. بمجرد أن بدأ القرطاجيون في زيادة قواتهم على الجزيرة، أرسل الرومان القناصل هناك. كان القناصل هم جنرالات الجيش الروماني، ومعهم جاءت عدة جحافل. استأجر القرطاجيون مرتزقة ليغوريين وسلتيك وإسبان لتشجيع أعدائهم في صقلية على مهاجمة الرومان في نصف الجزيرة التي يسيطرون عليها. أصبحت أجريجينتوم في هذه المرحلة القاعدة الرئيسية للقرطاجيين. 
بدأ القرطاجيون في إرسال قوات إلى سردينيا باستخدام أساطياهم البحرية، لكن معظم جيشهم كان في صقلية. يبدو أنهم خططوا لاستخدام الجزيرة كقاعدة لشن هجمات على إيطاليا. ركز القناصل الرومانيون لوسيوس ميجيلوس وكوينتوس فيتولوس قواتهم على أجريجينتوم.  قاد القناصل قوة مشتركة قوامها 40.000 رجل. جمع حنبعل جيسكو ، قائد أجريجينتوم ، العديد من الأشخاص الذين يعيشون في المنطقة المحيطة بالمدينة خلف أسوار المدينة، مما أدى إلى تضخم عدد السكان إلى حوالي 50000 نسمة ؛ كانت حاميته صغيرة نسبيًا. رفض حنبعل جيسكو القتال خارج أسوار المدينة، الأمر الذي ربما كان الرومان يعتبرونه علامة ضعف. ثم أقام الرومان معسكرهم على بعد حوالي ميل واحد من المدينة وحصدوا كل محاصيل المنطقة.

## الحِصار
هاجم حنبعل جيسكو الرومان أخيرًا بينما كانوا يحصدون المحاصيل في الحقول، مما جَعلَ الرومان يَفرون من المنطقة بأعداد كَبيرة. كانت الوحدة التي فرة هي الوحدة الوحيدة التي تَحرس معسكرهم، وعلى الرغم من أنهم فقدوا العديد من الرجال، إلا أنهم تمكنوا من هزيمة فرقة قرطاجية أخرى كانت تحاول اختراق المعسكر. جعلت هذه المناوشة الأولى حنبعل يدرك أنه لا يستطيع تحمل خسارة المزيد من الرجال. أصبح مترددًا بشكل متزايد في الهجوم مرة أخرى، وأدرك الرومان أنهم قللوا من شأن أعدائهم.
أدرك القناصل الرومان أنهم اضطروا لعزل أجريجينتوم عن العالم الخارجي وحصار المدينة للتسبب في المجاعة لإجبار سكانها على الاستسلام. بدأ الرومان في حفر نظام من الخنادق والحصون الصغيرة المحيطة بالمدينة لمنع السكان من الاستعداد للحصار. قسم القناصل قواتهم، بقوة واحدة بالقرب من معبد أسكليبيوس إلى الجنوب من المدينة والأخرى متمركزة في غرب المدينة. كان هناك طريق مسدود لمدة خمسة أشهر حتى نوفمبر 262 قبل الميلاد عندما بدأت الإمدادات في النفاد في أجريجينتوم.  أصبح حنبعل جيسكو قلقًا بشكل متزايد بشأن الموارد المحدودة، لذلك أرسل رسائل عاجلة إلى قرطاج طالبًا المساعدة.  أرسلت قرطاج قوة إغاثة من إفريقيا بقيادة هانو ، الذي يعتقد المؤرخون أنه ابن حنبعل جيسكو. هناك روايات مختلفة عن تفاصيل جيش هانو. ذكر المؤرخ اليوناني بوليبيوس أن هناك حوالي 50 من الفيلة وسلاح الخَيالة النوميديين والمرتزقة. بينما كتب ديودوروس ، وهو مؤرخ آخر، أن هناك 50000 من المشاة و 6000 من الخَيالة و 60 من الفيلة. مؤرخ آخر، أوروسيوس يشير إلى 30000 مشاة و 1500 فارس و 30 فيل. 
تقدم هانو أولاً وركز قواته في هيراكليا مينوا ، على بعد حوالي 40 كيلومترًا غرب أجريجينتوم. تمكن هانو من الاستيلاء على قاعدة الإمدادات الرومانية، مما تسبب في نقص الإمدادات في المعسكر الروماني، وأدى بدوره إلى المرض والمجاعة. أدى هذا الاستيلاء على الإمدادات الرومانية أيضًا إلى قطع خطوط الاتصال الرومانية. ثم سار هانو ، وأخبرَ سلاح الخَيالة النوميديين أن يهاجموا الخَيالة الرومان ثم يتظاهروا بالتراجع. لاحق الرومان النوميديين عندما تراجعوا وجُلبوا إلى العمود القرطاجي الرئيسي. عانى الرومان من خسائر كَبيرة. ثم اتخذ هانو موقعًا في طوروس، وهو تل يبعد حوالي ميل واحد عن معسكر الرومان، حيث وقعت مناوشات أخرى لمدة شهرين، مما تسبب في استمرار الحصار من ستة إلى سبعة أشهر. 
مع وجوت معسكر هانو خارج معسكرهم الرئيسي، لم تعد خطوط الإمداد الرومانية من سيراكيوز متاحة. ومع احتمال وقوع جيشهم في خطر المجاعة، اختار القناصل خوض المعركة. هذه المرة جاء دور هانو للرفض، ربما بهدف هزيمة الرومان بالجوع. في غضون ذلك، كان الوضع داخل أجريجينتوم قريبًا من اليأس بعد أكثر من ستة أشهر من الحصار. تواصل حنبعل جيسكو مع الخارج عن طريق إشارات الدخان، وأرسل نداءات عاجلة للإغاثة، لذلك اضطر هانو إلى قبول معركة ضارية. في حين أن هناك العديد من الروايات التي تقدم تفاصيل القتال الفعلي، إلا أنها - كما هو شائع في السجلات القديمة - غير متسقة ويصعب التوافق بينها. 

## المعركة
يقول المؤرخ اليوناني بوليبيوس إنه لمدة شهرين، ظل العدوان متقاربين خارج المدينة دون أي نزاع مباشر. كان حنبعل جيسكو، الذي كان لا يزال في المدينة، يرسل تدفقًا مستمرًا من الرسائل وإشارات النار التي تؤكد نقص الغذاء في المدينة وهجر العدو مما دفع هانو إلى القتال، والرومان، الذين كانوا قريبين من المَجاعة، قبلوا القتال. بعد صراع طويل، قتل الرومان معظم القرطاجيين. خسر القرطاجيون 3000 من المشاة و 200 من سلاح الخَيالة، بالإضافة إلى 4000 سجين وثمانية أفيال قتلوا و 33 معاقًا. طوال فترة الحصار، فقد الرومان 30000 من المشاة و 540 من سلاح الخَيالة أو أكثر، ثلث جنودهم البالغ عددهم 40.000-50.000 جندي. أدت الخسائر الرومانية الكبيرة وهروب الجيش القرطاجي إلى عدم تحقيق أي انتصار لأي من القناصلة. 
كتب الكاتب البيزنطي جوان زوناراس أن هانو نشر جيشه للقتال لكن الرومان رفضوا بسبب الهزيمة السابقة لسلاح الخَيالة. عندما أصبح نقص الغذاء أكثر حدة، قرر القناصل أخيرًا القتال، لكن هانو رفض هذه المرة. أراد هانو في الأصل تنسيق هجومه مع هجوم حنبعل جيسكو، لكن الرومان أصبحوا على علم بالخطة. ثم نصب الرومان كمينًا للجزء الخلفي من القرطاجيين، لذلك عندما هاجمهم حنو، تم اقتياده من الأمام والخلف. كما هزم الرومان هجومًا من قبل الحامية القرطاجية.
والنسخة الأكثر ترجيحًا للمعركة هي أن هانو نشر المشاة القرطاجيين في سطرين، مع الفيلة والتعزيزات في الصف الثاني وربما تم وضع الفرسان في الأجنحة. خطة معركة الرومان غير معروفة لكنهم نظموا عادة في تشكيل أسرابهم الثلاثية. تتفق جميع المصادر على أن القتال كان طويلاً وأن الرومان هم من تمكنوا من كسر الجبهة القرطاجية. أثار هذا الذعر في عمق الجَيش القرطاجي وهرب الاحتياط من ساحة المعركة. من الممكن أيضًا أن تكون الأفيال قد أصيبت بالذعر أيضًا وأثناء هروبها دمرت الكتائب القرطاجة. تمكن فرسانهم من مهاجمة المعسكر القرطاجي وأسر العديد من الأفيال. لكن هذا لم يكن نجاحًا كاملاً. فر معظم جيش العدو وتمكن حنبعل جيسكو، مع حامية أجريجينتوم ، من كسر الخط الروماني والهروب بأمان.
بغض النظر عن أي من النسخ الثلاثة صحيحة، هزم الرومان القرطاجيين وأجبروا هانو على التراجع. في الليلة التي أعقبت المعركة، تمكن حنبعل من الهروب من أجريجينتوم مع مرتزقته بملء الخنادق الرومانية بالقش. في صباح اليوم التالي، طارد الرومان حنبعل وحاميته، وهاجموا الحرس الخلفي، لكنهم عادوا في النهاية إلى أجريجينتوم. أثناء الاستيلاء على المدينة دون معارضة، نهبوا المدينة وباعوا 25 ألف من ساكنيها للعبودية. 

## ما بعد الواقعة
بعد هذه المعركة (الأولى من بين أربع معارك برية ضارية في الحرب البونيقية الأولى) ، احتل الرومان أجريجينتوم وباعوا جميع السكان كعبيد. على الرغم من أن مثل هذه الأعمال الوحشية كانت شائعة، إلا أنها أثبتت أنها تأتي بنتائج عكسية. بحيث لقد عزز هذا موقف العديد من المدن الأخرى التي كان من الممكن أن تثبت أنها صديقة لروما. كان الاستيلاء على أجريجينتوم انتصارًا كبيرًا للرومان، على الرغم من أنهم اقتربوا من الكارثة في مناسبات متعددة. ولأن حنبعل وحاميته تمكنوا من الفرار دون أن يصابوا بأذى نسبيًا، لم يكن هناك احتفال نصر روماني للقنصلين، مما قَللَ من هَيبة نَصر المعركة.
بعد عام 261 قبل الميلاد، سيطرت روما على معظم صقلية وضمنت حصاد الحبوب لاستخدامها الخاص. أعطى هذا الانتصار في أول حملة واسعة النطاق خاضها الرومان خارج إيطاليا ثقة إضافية لمتابعة التَوسُعات الخارجية. 

## المَراجع
1. 1 2  Kern 1996، صفحة 258.
2. 1 2  Lazenby 1996، صفحة 55.
3. 1 2  Lazenby 1996، صفحة 56.
4. 1 2  Lazenby 1996، صفحات 54–55.
5. ↑  Goldsworthy، Adrian (2007). The fall of Carthage: the Punic Wars, 265-146 BC. Cassell. ص. 66. ISBN:978-0-304-36642-2. مؤرشف من الأصل في 2021-09-01.
6. ↑  Goldsworthy، Adrian (1 أبريل 2007). The fall of Carthage: the Punic Wars, 265-146 BC. Cassell. ص. 67. ISBN:978-0-304-36642-2. مؤرشف من الأصل في 2021-09-01. اطلع عليه بتاريخ 2010-06-23.
7. 1 2  Goldsworthy، Adrian (1 أبريل 2007). The fall of Carthage: the Punic Wars, 265-146 BC. Cassell. ص. 68. ISBN:978-0-304-36642-2. مؤرشف من الأصل في 2021-09-01. اطلع عليه بتاريخ 2010-06-23.
8. 1 2 3  Goldsworthy، Adrian (2007). The fall of Carthage: the Punic Wars, 265-146 BC. Cassell. ص. 77. ISBN:978-0-304-36642-2. مؤرشف من الأصل في 2021-09-01.
9. 1 2  Goldsworthy، Adrian (2007). The fall of Carthage: the Punic Wars, 265-146 BC. Cassell. ص. 79. ISBN:978-0-304-36642-2. مؤرشف من الأصل في 2021-09-01.
10. 1 2  Lazenby 1996، صفحة 57.
11. ↑  Lazenby 1996، صفحة 79.
12. 1 2  Lazenby 1996، صفحة 58.
13. ↑  Goldsworthy، Adrian (2007). The fall of Carthage: the Punic Wars, 265-146 BC. Cassell. ص. 80. ISBN:978-0-304-36642-2. مؤرشف من الأصل في 2021-09-01.
14. ↑  Lazenby 1996، صفحة 59.
15. 1 2  Goldsworthy، Adrian (2007). The fall of Carthage: the Punic Wars, 265-146 BC. Cassell. ص. 81. ISBN:978-0-304-36642-2. مؤرشف من الأصل في 2021-09-01.
16. 1 2  Lazenby 1996، صفحة 60.

- Kern، Paul Bentley (1999). Ancient Siege Warfare. Bloomington and Indianopolis: Indiana University Press. ISBN:978-0285635241.
- Lazenby، John Francis (1996). The First Punic War: A Military History. Stanford, California: Stanford University Press. ISBN:0-8047-2673-6. OCLC:34371250. مؤرشف من الأصل في 2023-04-03.